# Woordladder

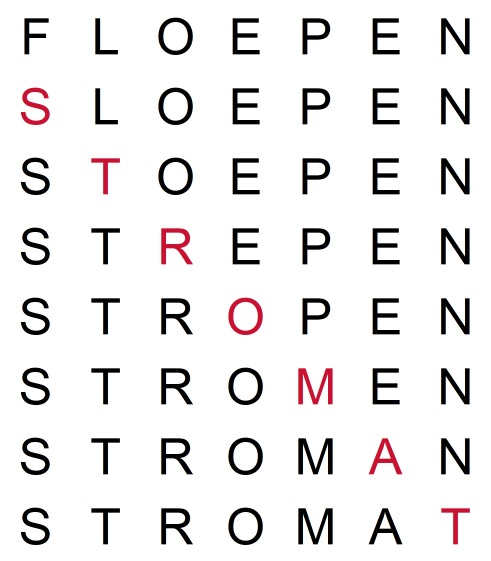
dagonaal met zeven letters

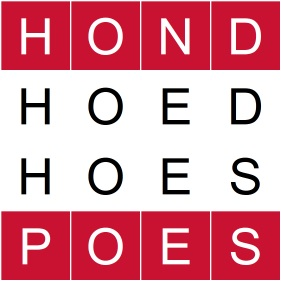
doublet

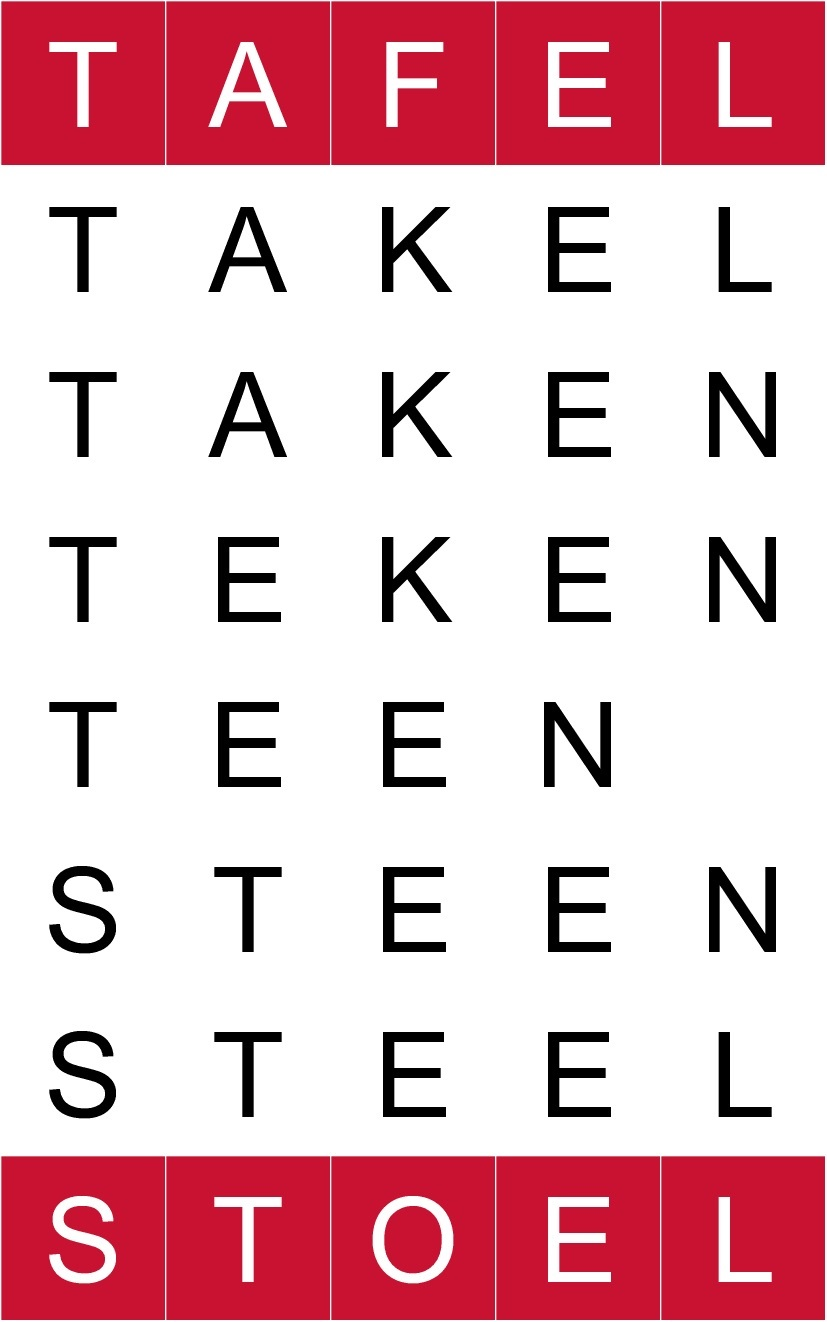
Variant met een spatie

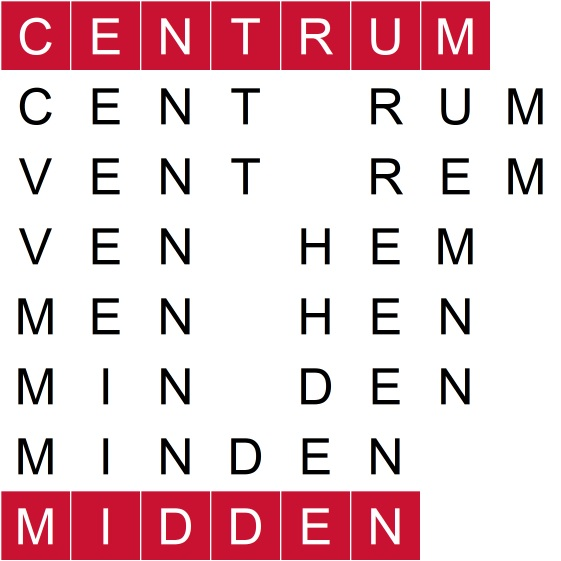
Met korte woorden + spatie

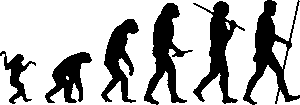
Evolutie van de mens:
aap-lap-las-les-lens-mens

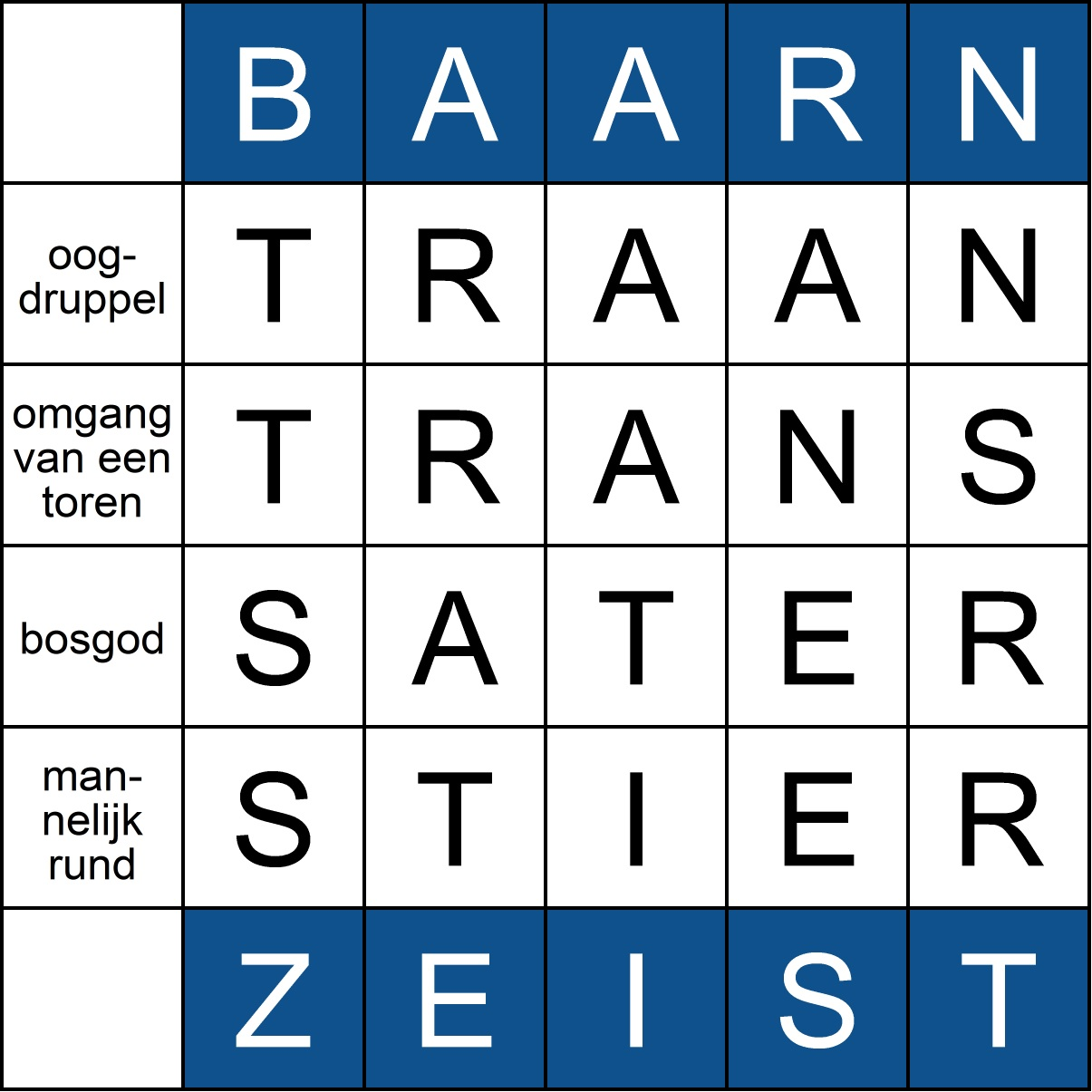
Variant van een woordladder

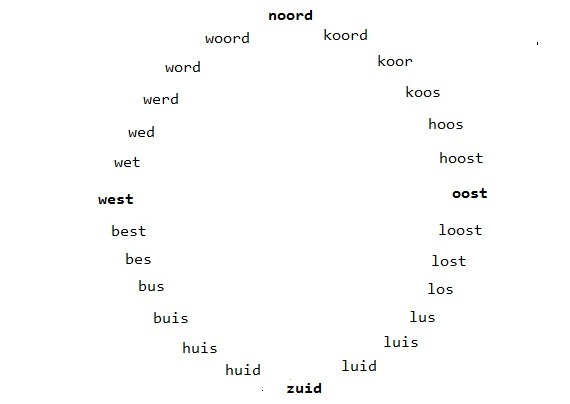
kringvorm

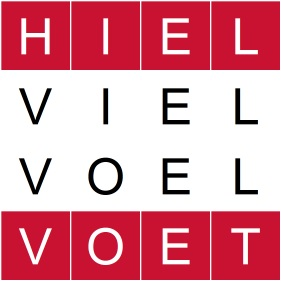
Woordketting

Een woordladder ook wel letterwisselspel is een woordspel waarbij het, anders dan bij andere woordspelen, niet de bedoeling is een nog onbekend woord te vinden, maar een (zo kort mogelijke) route te ontdekken waarlangs het ene woord kan worden omgezet in een ander woord. De winnaar van het spel is degene die de minste stappen nodig heeft. Vaak worden woordladders gemaakt waarbij het begin- en eindwoord een relatie hebben, bijvoorbeeld als synoniem of antoniem).
Er kan ook op tijd worden gespeeld. Dan gaat het om in zo kort mogelijke tijd een verbinding tussen begin- en eindwoord te maken.

## Diagonaal
De diagonaal ontstaat door de opdracht vanuit het beginwoord eerst alleen de eerste letter te wisselen, vervolgens de tweede, daarna de derde, enz. Er mogen geen letters worden toegevoegd of weggelaten. Het eindwoord wordt dan letter voor letter van links boven naar rechts onder zichtbaar op de diagonaal van de onder elkaar geschreven woorden.
Het niet mogen toevoegen of weglaten van letters en vooral ook de verplichte volgorde van wisselen maken het moeilijk diagonalen te vinden. Tot 2012 waren alleen diagonalen met drie, met vier en met vijf letters bekend. Vanaf 2012 werden ook diagonalen met zes letters gevonden zoals van ‘kisten’ naar ‘verzit’. Sindsdien is gezocht naar diagonalen met zeven of meer letters. Zes jaar later, in 2018, is inderdaad de hierboven weergegeven diagonaal met zeven letters gevonden. Het wachten is nu op een diagonaal met acht of meer letters.

## Geschiedenis
De woordladder werd op Eerste Kerstdag 1877 bedacht door Lewis Carroll, de schrijver van Alice in Wonderland. Caroll bedacht het letterwisselspel voor voor Julia Huxley en Ethel Arnold. Op 12 maart 1878 beschreef hij de eerste opzet van het spelletje in zijn dagboek. Hij noemde het toen Word-links, als spelletje voor twee spelers.
Op 29 maart 1879 verschenen zijn woordladderpuzzeltjes met oplossingen in het tijdschrift Vanity Fair. Hij noemde ze toen "doublets".
Later dat jaar werden zijn puzzels gepubliceerd in het boek Doublets, a word-puzzle, by Lewis Carroll. Later dat jaar werden zijn Doublets gepubliceerd in een boek van Macmillan en Co. In 1927 publiceerden J. E. Surrick en L. M. Conant een boek met Laddergrams. 
In die tijd werden er ook openbare competities gehouden in het vinden van doubletten.
Vladimir Nabokov noemde het spelletje 'word golf' in de roman 'Pale Fire', waar de verteller zegt: 'Mijn records zijn hate-love in drie, lass-male in vier, en live-dead in vijf stappen (met lend in het midden). Het spelletje verscheen in de negentiger jaren in de Australische Canberra Times opnieuw als 'Stepword'.

## Spelregels
Vanuit een beginwoord moet worden geprobeerd via een aantal tussenstappen naar een vooraf opgegeven ander woord te springen door telkens één letter te veranderen, weg te halen of toe te voegen. Bij elke trede moet een letter worden vervangen, de overige letters moeten op dezelfde plaats blijven staan. Elke tussenstap moet een bestaand woord zijn van minstens drie letters. Vervoeging van een werkwoord of verbuiging van een naamwoord is daarbij toegestaan. Zo kan van 'tafel' naar 'stoel' worden gegaan in 7 stappen. Een tweetal woorden dat zo stapsgewijs in elkaar kan worden omgezet heet een doublet. Het paar (tafel, stoel) uit het getoonde voorbeeld is dus een doublet.

## Ontwikkeling
De Amerikaan Donald Knuth gebruikte een computer om woordladders van 5-letterwoorden te vinden. Hij vond woordladders met 3-letterwoorden te gemakkelijk. (hoewel volgens Lewis Carroll zes stappen nodig waren om 'ape' om te zetten in 'man'). Maar hij vond ook dat woordladders met 6-letterwoorden minder interessant waren, omdat er relatief gezien niet veel 6-letterwoorden met elkaar konden worden verbonden. Knuth gebruikte een vaste woordenlijst met de 5.775 meest voorkomende Engelse vierletterwoorden, uitgezonderd eigennammen. Hij vond slechts twee woorden uit de woordenlijst die als woordladder met elkaar konden worden verbonden. Een andere uitkomst was dat 671 woorden van de woordenlijst helemaal niet verbonden konden worden met andere woorden. Hij noemde zulke woorden 'aloof', omdat 'aloof' zelf een voorbeeld van zo’n woord is.

## Varianten
Bij 'vrijere' varianten mogen spelers bijvoorbeeld bij elke stap een letter veranderen, maar de overige letters mogen daarbij worden gehusseld. Er zijn meerdere varianten:

### Spaties
Bij woorden die ontstaan zijn door samenvoeging van twee woorden, kan soms niet verder worden gekomen, omdat veranderen van een letter in het ene deel van het woord geen goede combinatie geeft met het andere deel. Daarom is het toegestaan een spatie als een letterteken te beschouwen. e spatie kan tussen de beide delen worden ingevoegd en later weer worden weggehaald. Er ontstaan dan tijdelijk twee woorden, die los van elkaar kunnen worden gewijzigd om ze op een geschikt moment weer samen te voegen. Bijvoorbeeld van 'koelkast' naar 'keuken'.
Dezelfde methode kan ook worden toegepast bij woorden die niet uit een samenvoeging zijn ontstaan, mits de beide delen waarin het woord wordt gesplitst op zichzelf correcte woorden zijn. Zie het voorbeeld van 'centrum' naar 'midden'.

### Zandloper
Een zandloper als vorm van anagrampuzzel kan ook beschouwd worden als een vrije variant van de ladderpuzzel. Bij de zandloper mogen geen letters gewisseld worden. Vanuit een beginwoord wordt regel na regel één letter weggelaten totdat het kleinste woord van de zandloper is bereikt. Daarna wordt weer telkens één letter toegevoegd totdat een eindwoord is gevonden dat even lang is als het beginwoord. De symmetrische vorm van de onder elkaar geschreven woorden doet denken aan een zandloper.
Ook nu gaat het er om een zandloper te vinden met een maximaal aantal woorden. Een variant op de zandloper is de piramide, waarbij men begint met het kleinste woord en dan steeds een letter toevoegt tot een bepaald eindwoord is bereikt. Dit is dan het langste woord. Deze variant werd ook gebruikt als finalespel in de tv-programma's Topscore en Puzzeltijd.

### Kring
Bij de kring zijn een aantal vaste woorden gegeven, die een natuurlijk verband met elkaar hebben. Het laatste woord is gelijk aan het eerste woord, zodat een kring ontstaat. Een voorbeeld: noord - oost - zuid - west - noord.
Letters mogen nu zowel gewisseld als toegevoegd of weggelaten woorden. Bij de tussenstappen mag eenzelfde woord niet meerdere keren gebruikt worden. Anders dan bij de diagonaal en de zandloper wordt er bij de kring naar gestreefd de ketting zo kort mogelijk te houden.

## Toepassingen

### Onderwijs
De laatste variant van de woordketting, die in het basisonderwijs gebruikt wordt bij het taalonderwijs, is een letterwisselspel. Terwijl de andere varianten van de woordketting gebruikt kunnen worden om in de lagere groepen de woordenschat te vergroten en de spelling te verbeteren, komt bij het letterwisselspel in groep 8 door vervoeging en verbuiging van woorden ook de grammatica aan de orde. Een voorbeeld: om van 'hiel' naar 'voet' te gaan worden de onvoltooid verleden tijd van het werkwoord vallen en de gebiedende wijs van het werkwoord voelen als tussenstappen gebruikt. 
Niet alleen op de basisschool, maar ook in het hoger onderwijs blijkt het letterwisselspel bruikbaar. Zo gebruikt de universiteit van Gent het letterwisselspel (daar 'woordketting' genoemd) in haar programmeercursus, ditmaal niet om de taalvaardigheid, maar om de vaardigheid in programmeren te bevorderen.

### Ontspanning
Het letterwisselspel is geschikt als gezelschapsspel. De competities, die in de tijd van Caroll werden gehouden, zijn een voorbeeld daarvan. De winnaar van het spel is dan wie het minste aantal stappen nodig heeft. Ook kan worden afgesproken, dat wie het snelst de verbinding heeft gelegd, gewonnen heeft. Het kan ook zonder medespelers gespeeld worden en dienen als tijdverdrijf. In deze vorm staat het ook vaak als puzzel in puzzelboeken. Het begin- en eindwoord zijn dan vaak al gegeven en dan dient men alleen de tussengelegen woorden in te vullen. Ook zandlopers staan vaak in puzzelboeken.
Aanvulpuzzel
· anagrampuzzel
· citaatpuzzel
· cryptogram
· doorloper
· droedel
· filippine
· hartbrekerpuzzel
· kruiswoordpuzzel
· paardensprong
· paspuzzel
· pentagrampuzzel
· petpuzzel
· rebus
· scrabble
· slashpuzzel
· spiraalpuzzel
· taartpuzzel
· weefpuzzel
· woordritsen
· woordladder
· woordvlechten
· woordworm
· woordzoeker
· wordfeud
· wordle
· wurdian
· Zweedse puzzel